# نيكيتا نيكولايف
نيكيتا نيكولايف (بالروسية: Никита Станиславович Николаев)‏ هو لاعب كرة قدم روسي في مركز الوسط، ولد في 24 فبراير 1996 في نيجني نوفغورود في Principality of Gorodets ‏. لعب مع نادي فولغا نيجني نوفغورود.